# Dret d'accés a la informació pública a Espanya
El dret d'accés a la informació pública a Espanya és un dret reconegut a la Constitució espanyola de 1978 en l'article 105.b) i desenvolupat en diverses normes jurídiques.

## Legislació anterior a la Constitució de 1978
Fins l'establiment de la democràcia moderna el dret d'accés s'ha caracteritzat en general per estar restringida i limitada per part dels productors dels documents. L'accés als arxius públics des del segle xix ha estat subjecte als canvis polítics.
Els arxius s'obriren principalment als productors i als erudits lligats al poder públic que comptaven amb una autorització, un fet minoritari. Durant el segle xviii, en el context de la Il·lustració, van aparèixer les primeres queixes per la restricció a l'accés als arxius. En el segle xix s'iniciaren les polítiques d'apertura: la Reial Ordre de 20 d'abril de 1844 permitia un cert accés als investigadors.
El Reial Decret de 5 de juliol de 1871 establí que es podien establir còpies dels documents dels Arxius de l'Estat amb el permís del ministre o cap de l'establiment. El Reglament d'Arxius de l'Estat de 1910 continuà establint la consulta sota autorització. La Reial Ordre de 1927 regulà l'accés.

## Des del règim de la Constitució de 1978
La Constitució de 1978 estableix el dret d'accés a la informació pública referint-se específicament a l'accés als registres i arxius de l'administració. Aquest dret constitucional ve acompanyat d'uns límits a l'exercici d'aquest: informació que afecte la seguretat i la defensa, la investigació relativa als delictes i la intimitat personal. El reconeixement del dret d'accés als documents administratius com a dret constitucional implica considerar aquest com un mitjà perquè l'administració es democratitzara.
A l'article 105.b) una part de la doctrina defensa que l'article 20 respecte el dret a una informació veraç implica un dret a l'accés als arxius.
La llei d'àmbit local Llei 7/1985, de 2 d'abril, reguladora de les bases de règim local reconeixia en els articles 69 i 70 el dret d'accés als veïns respecte els documents de l'administració local mitjançant petició motivada.
La Llei 16/1985 del Patrimoni Històric Espanyol establí la regulació del patrimoni documental, deixant per defecte que la consulta a aquest és lliure amb autorització administrativa i amb excepcions relatives a les dades personals i les matèries classificades. La documentació consultable és la dipositada als arxius centrals, deixant per regular la documentació en tramitació. La norma segueix una tradició preconstitucional de diferenciar per a l'accés entre investigadors i la resta de ciutadans.
La Llei 30/1992, de 26 de novembre, de règim jurídic de les administracions públiques i del procediment administratiu comú regulà en l'article 37 que l'accés als documents que formen part d'un expedient administratiu que estiguen finalitzats en la data que es sol·licita. Amplià i detallà els límits de l'exercici d'aquest dret. Aquesta norma limitava molt l'exercici del dret d'accés, tant comparat amb el dret d'accés defensat pel Conveni del Consell d'Europa de 18 de juny de 2009 com amb la intenció dels creadors de la Constitució de 1978.
S'aprovaren normes sectorials que regulaven l'accés a la informació pública relativa a determinades matèries: l'accés a la informació mediambiental està regulat a la Llei 27/2006, de 18 de juliol, que transposa la Directiva 2003/4/CE, de 28 de gener, i a la Llei 26/2007, de 23 d'octubre, de responsabilitat mediambiental, que transposa la Directiva 2004/35/CE, de 21 d'abril, i l'accés a la informació relativa a la contractació pública està regulat a la Llei 30/2007, de 30 d'octubre, de contractes del sector públic, que transposa la Directiva 2004/18/CE del Parlament Europeu i del Consell, de 31 de març de 2004.
La Llei 11/2007, de 22 de juny, d'accés electrònic dels ciutadans als serveis públics reconegué el dret de relacionar-se electrònicament per a exercir els drets d'accés.
La Llei 19/2013, de 9 de desembre, de Transparència, Accés a la Informació Pública i Bon Govern desenvolupà tant la publicitat activa com el dret d'accés a la informació pública un règim d'accés, primant al primer en detriment del segon.